# Szextáns

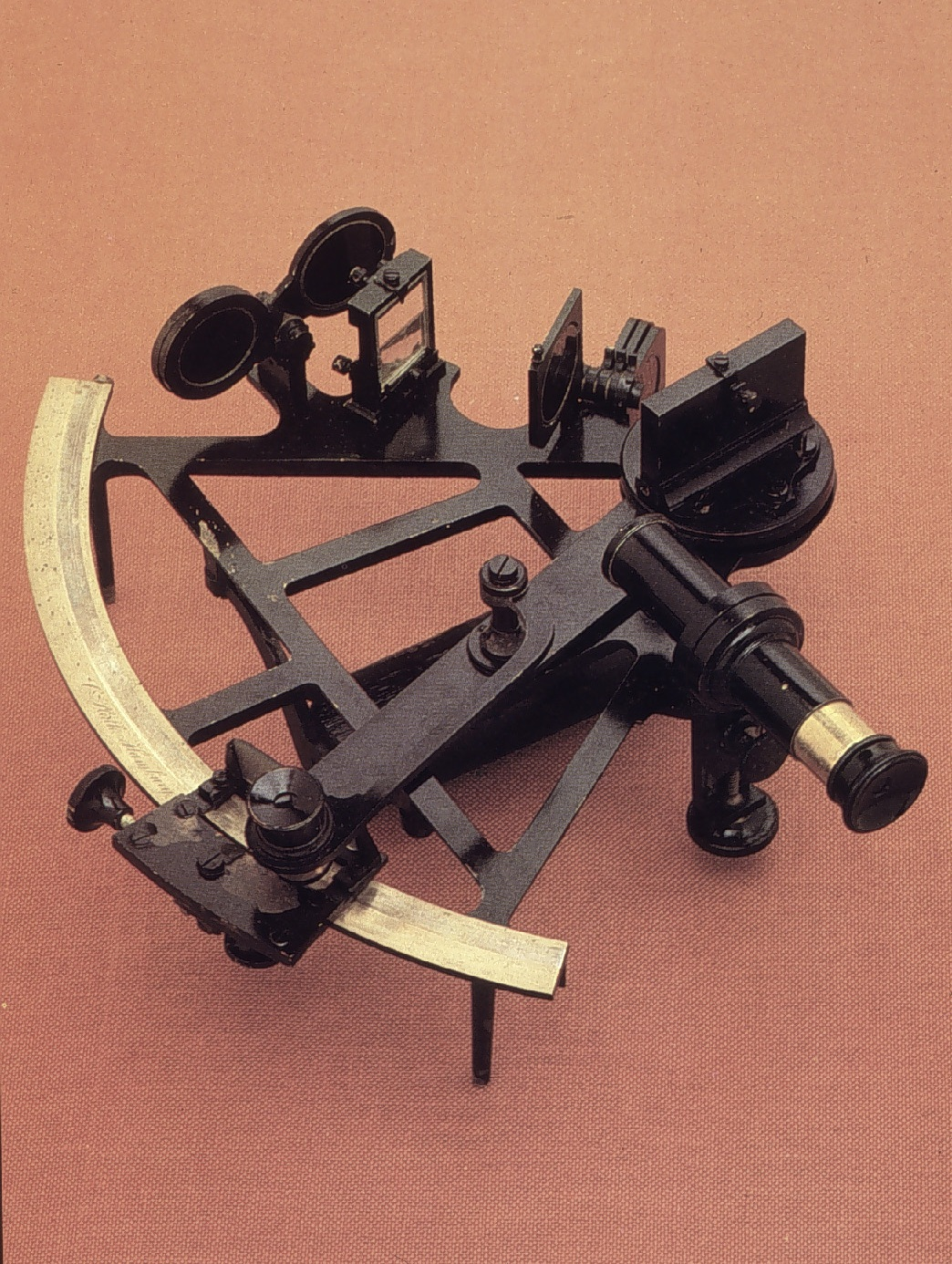
Szextáns

A szextáns tengeri navigációhoz használt kéttükrös szögmérő, amellyel égitestek helyzetét lehet mérni egymáshoz vagy a horizonthoz viszonyítva. Főként a delelő Nap horizont feletti magasságának mérésére, a földrajzi szélesség meghatározásához használatos. 
A kéttükrös mérést hajózási műszerben John Hadley alkalmazta először 1731-ben az oktánsában. A mai szextánsok ennek tökéletesített változatai.
A mérés pontosságát az teszi lehetővé, hogy a tükrözött és a látott képet (pl. a horizontot és a Napot) egy mezőben látjuk. A nap fénye elé szűrőket helyeznek.
Ha a horizont nem látható, az vízszintesre állított műhorizonttal pótolható, ilyen már Hadley műszerében is volt.